# Sokoban

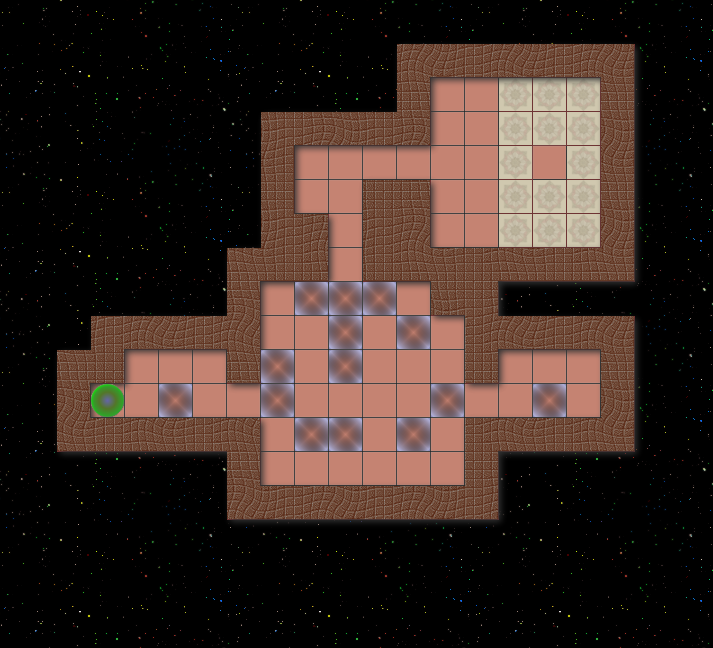
Sokoban versão "Espaço".

Sokoban (倉庫番, sōkoban, zelador do armazém) é um tipo de jogo de transporte e movimentação de cubos ou engradados em um armazém. O objetivo é pegar e estocar o engradado em determinada posições. O jogo é geralmente apresentado como vídeo game. Sokoban foi criado em 1981 por Hiroyuki Imabayashi, e publicado em 1982 por Thinking Rabbit, uma empresa de software localizada em Takarazuka.

## Regras
O caramujo empurra caixas em torno de um labirinto e tenta colocá-los em locais designados. Pressione a tecla de direção das casas adjacentes para empurrá-los. Pressione "#" para revogar, pressione "2" para mover para cima, pressione "8" para mover para baixo, pressione "4"para mover para a esquerda, pressione "6" para mover para a direita, pressione "1" para escolher último nível e pressionar "3 "para escolher um novo patamar.